# St. Petri (Obhausen)

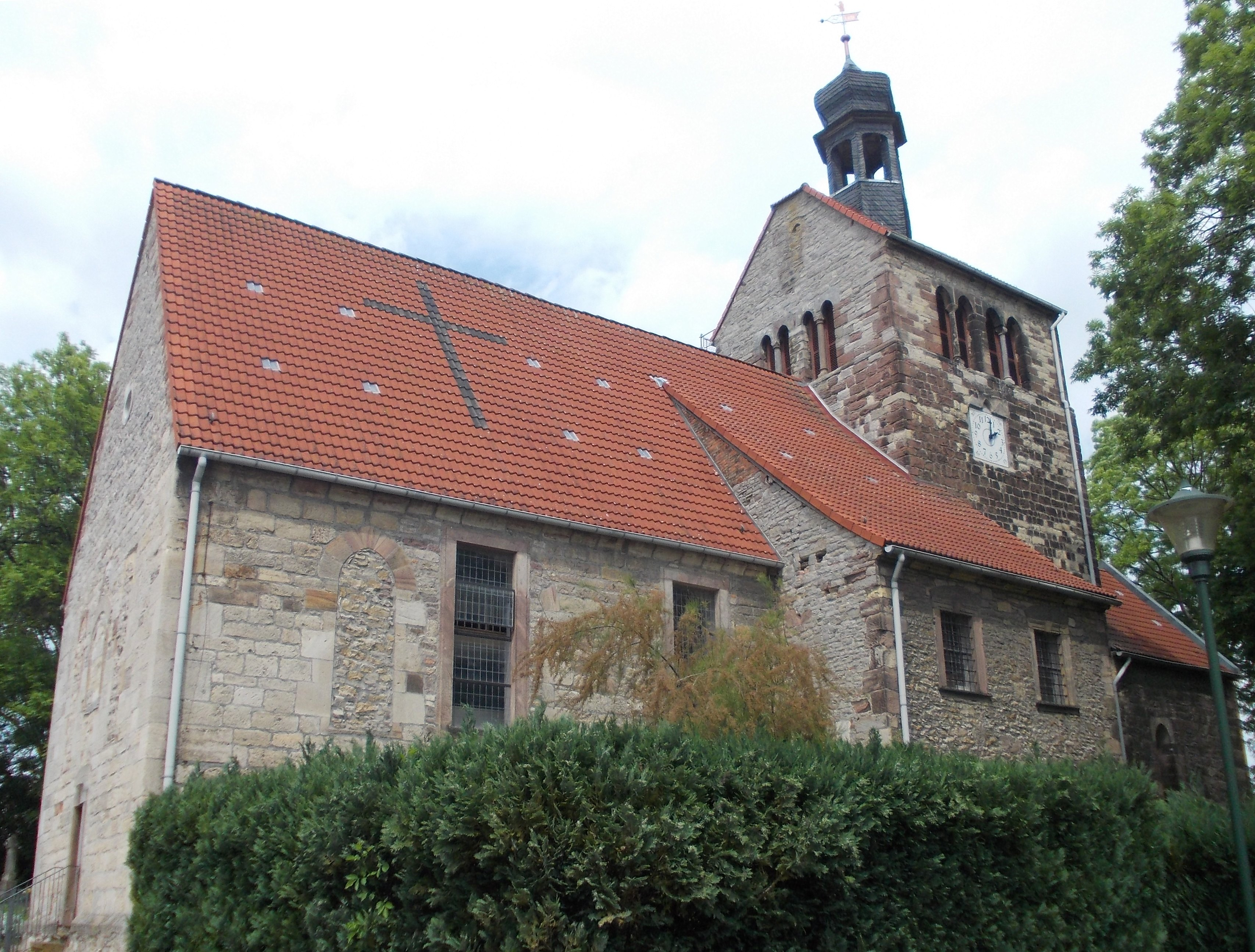
St. Petri in Obhausen

St. Petri ist eine denkmalgeschützte evangelische Kirche in der Gemeinde Obhausen in Sachsen-Anhalt. Im örtlichen Denkmalverzeichnis ist sie unter der Erfassungsnummer 094 05961 als Baudenkmal verzeichnet.
Zu früheren Zeiten war der Ort Obhausen dreigeteilt. Um die drei Obhausen auseinanderhalten zu können, fügte man dem jeweiligen Obhausen das Patrozinium als Namensbestandteil bei. Damit stand die Kirche St. Petri in Obhausen Petri.
Patron des Sakralgebäudes, welches sich in der Goethestraße in Obhausen befindet, ist Simon Petrus. Es handelt sich hierbei um eine der drei Kirchen des Ortes Obhausen. Bei der Kirche handelt es sich um eine Ostturmkirche.

## Geschichte
Die Kirche St. Petri Obhausen wurde im 13. Jahrhundert als Chorturmkirche im romanischen Stil mit Kirchenschiff im Westen und Ostapsis am Turm errichtet. Im 15. Jahrhundert wurde ein gotischer Chorabschluss angebaut, der Turm wurde 1521 vergrößert. Im 18. Jahrhundert erfolgte ein umfassender Umbau des Kirchenschiffes, welches zu einem Emporensaal begrößert wurde. Zudem wurde eine Herrschaftsloge an die Südseite angefügt, welche über Treppen begehbar ist. 1788 brannte die Kirche nieder und wurde bis 1794 in der heutigen Form wieder hergerichtet.
1909 wird das Innere neu ausgemalt, in den 1930er Jahren wird die Kirche nochmals instand gesetzt. Ab 1992 wurde die vormals sehr desolate Kirche umfassend saniert.

## Architektur und Ausstattung
Die Kirche ist eine einschiffige Saalkirche mit rechteckigem Chorturm und rechteckigem Ostchor. Im Süden ist eine von außen begehbare, barocke Loge angefügt. Die Fenster des Kirchenschiffes sind rechteckig, die Fenster am Chor teilweise spitzbogig.
Der Kirchturm zeigt rundbogige Schallfenster mit schlanken Pilastern, das Dach des Turmes besitzt einen Dachreiter mit Laterne.
Das Kirchenschiff wird durch eine dezent stuckierte Flachdecke überspannt und von doppelstöckigen Emporen in Hufeisenform umfasst. Der Altar mit großen flankierenden Säulen und seitlichen Verschlägen zeigt allegorische Figuren (Glaube und Hoffnung), florales Schnitzwerk und das Lamm Gottes. Die südliche Wand des Kirchenschiffes wird durch die mächtige Logenbrüstung dominiert.

## Orgel
Die heutige Orgel wurde nach dem Kirchenbrand 1788 geschaffen. Das mechanische Instrument umfasst 17 klingende Stimmen auf zwei Manualen und Pedal. Die rein mechanische Orgel ist derzeit unspielbar.

## Glocken
Heute erklingen drei 1920 gegossene Eisenglocken von Schilling & Lattermann im Turm der Kirche. Die Nominalfolge ist f′ – a′ – c″. Die Glocken hängen an gekröpften Jochen und werden elektrisch angetrieben, das Gesamtgewicht des dreistimmigen Geläutesatzes beträgt etwa 2200 kg.